# Gózd (Basses-Carpates)
Pour les articles homonymes, voir Gózd.
Gózd est une localité polonaise de la gmina de Harasiuki, située dans le powiat de Nisko en voïvodie des Basses-Carpates.